# Cupșeni
Cupșeni è un comune della Romania di 3 656 abitanti, ubicato nel distretto di Maramureș, nella regione storica della Transilvania. 
Il comune è formato dall'unione di 4 villaggi: Costeni, Cupșeni, Libotin, Ungureni.